# Couepia latifolia
Couepia latifolia är en tvåhjärtbladig växtart som beskrevs av Paul Carpenter Standley. Couepia latifolia ingår i släktet Couepia och familjen Chrysobalanaceae. Inga underarter finns listade i Catalogue of Life.